# 클리퍼드 다발
미분기하학에서 클리퍼드 다발(Clifford다발, 영어: Clifford bundle)은 각 올이 클리퍼드 대수의 구조를 갖는 벡터 다발이다.

## 정의
위상 공간 {\displaystyle X} 위의 벡터 다발 {\displaystyle E\twoheadrightarrow X}이 주어졌다고 하자. 또한, 대칭 다발
{\displaystyle \operatorname {Sym} ^{2}E^{*}}
의 연속 단면
{\displaystyle Q\in \Gamma ^{0}(\operatorname {Sym} ^{2}E)}
이 주어졌다고 하자. 그렇다면, 각 {\displaystyle x\in X}에 대하여, 벡터 공간 {\displaystyle E_{x}}와 이차 형식 {\displaystyle Q_{x}}로부터 실수 클리퍼드 대수 {\displaystyle \operatorname {Cl} (E_{x},Q_{x})}를 정의할 수 있다. 이를 올로 하는, {\displaystyle X} 위의 벡터 다발
{\displaystyle \operatorname {Cl} (E,Q)=\bigsqcup _{x\in X}\operatorname {Cl} (E_{x},Q_{x})}
을 자연스럽게 정의할 수 있으며, 이를 클리퍼드 다발이라고 한다.
만약 미분기하학을 전개하려면, {\displaystyle X}가 매끄러운 다양체이며, {\displaystyle E}가 매끄러운 벡터 다발이며, {\displaystyle Q}가 매끄러운 단면인 경우를 생각하여 매끄러운 클리퍼드 다발을 정의할 수 있다.

### 클리퍼드 다발 접속
매끄러운 클리퍼드 다발 {\displaystyle C} 위의 코쥘 접속 {\displaystyle \nabla }가 다음과 같은 곱 규칙을 만족시킨다면, 클리퍼드 다발 접속이라고 한다.
{\displaystyle \nabla _{X}(ab)=a\nabla _{X}b+(\nabla _{X}a)b}
즉, 코쥘 접속이 클리퍼드 대수의 연산과 호환되어야 한다.

## 예

### 리만 다양체
준 리만 다양체 {\displaystyle (M,g)}가 주어졌을 때, 그 접다발 {\displaystyle \mathrm {T} M}의 올 위에는 자연스러운 이차 형식 {\displaystyle g}이 존재하며, 마찬가지로 공변접다발 {\displaystyle \mathrm {T} _{x}M}의 올 위에는 이차 형식 {\displaystyle g^{-1}}가 존재한다. 이에 따라, 클리퍼드 다발
{\displaystyle \operatorname {Cl} (\mathrm {T} M,g)}
과
{\displaystyle \operatorname {Cl} (\mathrm {T} ^{*}M,g^{-1})}
를 정의할 수 있다.:113, Definition 3.30 리만 계량에 따라 사실 표준적인 벡터 다발 동형
{\displaystyle g^{\flat }\colon \mathrm {T} M\to \mathrm {T} ^{*}M}
이 존재하므로, 이 두 클리퍼드 다발은 사실 동형이다.
이는 직교군의 클리퍼드 대수 위의 표현을 통해, 직교 틀다발 {\displaystyle \mathrm {F} _{\operatorname {O} }M}의 연관 벡터 다발로도 구성될 수 있다.
이 경우, 레비치비타 접속을 {\displaystyle \operatorname {Cl} (\mathrm {T} M,g)} 위로 자연스럽게 확장할 수 있으며, 이는 클리퍼드 대수 구조와 호환된다. 만약 {\displaystyle (M,g)} 위에 스핀 구조 또는 스핀C 구조가 주어졌을 때, 스피너 다발 {\displaystyle \mathrm {S} M}은 그 위의 클리퍼드 가군 다발을 이룬다.

### 일반화 기하학
매끄러운 다양체 {\displaystyle M} 위의 임의의 매끄러운 벡터 다발 {\displaystyle E}가 주어졌다고 하자. 그렇다면 {\displaystyle E\oplus E^{*}} 위에는 자연스러운 이차 형식
{\displaystyle Q(x,\xi )=\xi (x)}
이 주어지며, 이에 따라 클리퍼드 다발 {\displaystyle \operatorname {Cl} (E\oplus E^{*})}을 정의할 수 있다.
이 경우, {\displaystyle \textstyle \bigwedge E^{*}}은 {\displaystyle \operatorname {Cl} (E\oplus E^{*})} 위의 클리퍼드 가군 다발을 이룬다.

## 같이 보기
- 스피너
- 스핀 다양체
- 클리퍼드 가군 다발

## 참고 문헌
1. ↑  Berline, N.; Getzler, E.; Vergne, M. (1992). 《Heat kernels and Dirac operators》. Grundlehren der Mathematischen Wissenschaften (영어) 298. Springer-Verlag.